# ۱۸۰۱ خیابان کالیفرنیا
۱۸۰۱ خیابان کالیفرنیا، (به انگلیسی: 1801 California Street) آسمان‌خراش ۵۳ طبقه به ارتفاع ۲۱۶ متر، با کاربری اداری-تجاری است، که در شهر دنور، کلرادو، ایالات متحده آمریکا مستقر می‌باشد. پروژه ساخت این ساختمان در سال ۱۹۸۰ آغاز شد و در سال ۱۹۸۲ تکمیل و افتتاح گردید. دفتر مرکزی شرکت سنچری‌لینک در این ساختمان قرار دارد.